# ある恋の物語 My Standard Collection (Special Edition)
『ある恋の物語 My Standard Collection (Special Edition)』
（あるこいのものがたり・マイ・スタンダード・コレクション・スペシャル・エディション）は、2012年6月13日にリリースされた稲垣潤一初のスタンダード・カバー・アルバム。品番：UICZ-9050。

## 解説
稲垣にとって今回初となるジャンル、スタンダード・カバー・アルバム。作詞は、安井かずみ、湯川れい子、杉真理、伊藤銀次、尾崎亜美ほか。
アレンジは、佐藤準、清水信之、大坪稔明。
ゲストアーティストには、山中千尋（Pf）、国府弘子（Keyboard Harmonica）、尾崎亜美（Cho）、荻野目洋子（Vo）、沢田知可子（Cho）、Le Velvets（Cho）、伊集院幸希（Vo）、松田美緒（Vo）、ピエール・バルー（Narration）等、強力アーティスト参加。
付属のDVDには「夜のストレンジャー」と「特典映像（ミュージック・ビデオ・メイキング）」を収録している。本作はDVD付だけでなくCDのみの形態も同日に発売される（下記に詳細記述）。
ゲスト・ミュージシャン
- 尾崎亜美（#3:Backing Vocals）
- Pierre Barouh（#4:Narration）
- 国府弘子（#6:Keyboards, Harmonica [Solo]）
- 山中千尋（#7:Piano, Soloist）
- 沢田知可子（#8:Backing Vocals）
- Le Velvets（#10:Chorus）

## 収録曲
Disc.1
1. 007のテーマ (The James Bond Theme)
（作曲：Monty Norman　編曲：大坪稔明）
～ロシアより愛をこめて (From Russia With Love)
（作詞・作曲：Lionel Bart　日本語詞：伊藤銀次　編曲：大坪稔明）
2. 夜のストレンジャー (Strangers in the Night)
（作詞：Charles Singleton/Eddie Snyder　作曲：Bert Kaempfert　日本語詞：安井かずみ　編曲：佐藤準）
3. Tea For Two
（作詞：Irving Caesar　作曲：Vincent Youmans　日本語詞：尾崎亜美 編曲：大坪稔明）
4. 男と女 (Un Home Et Une Femme) （Duet with 松田美緒）
（作詞：Pierre Barouh　作曲：Francis Lai　日本語詞：アツコ・バルー　編曲：大坪稔明）
5. 恋はリズムにのせて (Music To Watch Girls By)（Duet with 荻野目洋子）
（作詞：Tony Velona　作曲：Sid Ramin　日本語詞：伊藤銀次　編曲者：佐藤準）
6. Misty [J・I Version]
（作詞：Johnny Burke　作曲：Erroll Garner　日本語詞：杉真理　編曲：大坪稔明）
7. Night And Day [J・I Version]
（作詞・作曲：Cole Porter　日本語詞：杉真理　編曲：佐藤準）
8. ある恋の物語 (Historia De Un Amor)
（作詞・作曲：Carlos Eleta Almarán　日本語詞：湯川れい子　編曲：清水信之）
9. オルフェの唄 (Manha Do Carnaval [Ls Chanson D'Orphee])
（ポルトガル語詞：Antônio Maria　フランス語詞：François Llenas, Marcel Camus　日本語詞：薩摩 忠　作曲：Luiz Bonfá　編曲：清水信之）
10. 恋心 (L' Amour, C' est Pour Rien)（Duet with 伊集院幸希）
（作詞：Pascal René Blanc　作曲：Enrico Macias　日本語詞：永田文夫　編曲：清水信之）
11. Dream
（作詞・作曲：Johnny Mercer　日本語詞：杉 真理　編曲・コーラス編曲：清水信之）　コーラス：Le Velvets）

Disc.2　DVD　『ミュージック・ビデオ』
1. 夜のストレンジャー (Stranger In The Night)
2. 特典映像（ミュージック・ビデオ・メイキング）

## ある恋の物語 My Standard Collection
『ある恋の物語 My Standard Collection』（あるこいのものがたり・マイ・スタンダード・コレクションは2012年6月13日にリリースされた稲垣潤一初のスタンダード・カバー・アルバム。品番：UICZ-4263。

### 解説
上記記載作品『ある恋の物語 My Standard Collection (Special Edition)』よりミュージック・ビデオDVDが付属しない仕様である。

### 収録曲
『ある恋の物語 My Standard Collection (Special Edition)』Disc.1と同一楽曲